# Igor Alexandrowitsch Domnikow
Igor Alexandrowitsch Domnikow (russisch Игорь Александрович Домников, oft auch in englischer Transkription Igor Domnikov; * 29. Mai 1959; † 16. Juli 2000 in Moskau) war ein russischer Journalist.

## Leben
Domnikow wuchs in der sibirischen Stadt Tomsk auf, wo er die Mittelschule besuchte und anschließend an der Staatlichen Universität Tomsk ein Studium der Journalistik absolvierte. Nach dem Abschluss des Studiums arbeitete er für die Zeitung Sapoljarnaja Prawda in Norilsk.
Seit Oktober 1998 war Domnikow als Reporter und Redakteur für die Nowaja gaseta tätig, die sich in der russischen Presselandschaft durch ihre Opposition zur Regierung und ihr Engagement für eine „friedliche“ Lösung des Tschetschenienkonflikts einen Namen gemacht hat.
Am 12. Mai 2000 wurde Igor Domnikow von einem bislang unbekannten Täter vor dem Eingang des Hauses, in dem er wohnte, niedergeschlagen und bewusstlos in einer Blutlache liegengelassen. Domnikow starb am 16. Juli, ohne das Bewusstsein wiedererlangt zu haben. Sowohl die Polizei als auch Domnikows Kollegen sind sich sicher, dass der Anschlag mit seiner beruflichen Tätigkeit im Zusammenhang steht.
Seine Mörder wurden zufällig wegen anderer Taten gefasst. Drei Jahre nach dem Mord an Domnikow nannten sie ihren Auftraggeber. Nach zwölf weiteren Jahren wurde der Auftraggeber, ein gut vernetzter Provinzunternehmer, über den Domnikow geschrieben hatte, angeklagt. Doch im Jahr der Anklage wurde das Verfahren wegen Verjährung eingestellt.
Es gibt Spekulationen, dass der Anschlag nicht ihn, sondern einen anderen Reporter der Nowaja gaseta, Oleg Sultanow, treffen sollte, der in Zusammenhang mit seinen Berichten über Korruptionsfälle in der Ölindustrie Drohungen erhalten hatte.